# Kwangmyŏngsŏng-3 Unit 2
Kwangmyŏngsŏng-3 Unit 2 (Chosŏn'gŭl: 《광명성―3》호 2호기; Hanja: 光明星3號2號機, âm Hán-Việt: Quang Minh Tinh tam hiệu nhị cơ, nghĩa là "Ngôi sao sáng-3 đơn vị số 2") là vệ tinh quan sát Trái Đất của CHDCND Triều Tiên, được cho là nhằm mục đích thay thế Kwangmyŏngsŏng-3, đã thất bại không lên quỹ đạo vào ngày 13 tháng 4 năm 2012. Những lời chỉ trích xem vụ phóng tên lửa này là một vụ thử tên lửa đạn đạo.
Vụ phóng thực hiện khi Bắc Triều Tiên kỷ niệm một năm ngày mất của cố lãnh đạo Kim Chính Nhật và ngay trước khi Hàn Quốc phóng vệ tinh và cuộc bầu cử Tổng thống Hàn Quốc ngày 19 tháng 12 năm 2012. Vụ phóng thành công làm cho Cộng hòa Dân chủ Nhân dân Triều Tiên trở thành cường quốc không gian thứ 10 có khả năng đưa các vệ tinh trong quỹ đạo bằng cách sử dụng các tên lửa đẩy riêng của mình.
Bắc Triều Tiên tuyên bố vụ phóng thành công, và quân đội Hàn Quốc và NORAD đã báo cáo rằng các dấu hiệu ban đầu cho thấy một vật thể đã được đưa lên quỹ đạo. Bắc Triều Tiên trước đây tuyên bố Kwangmyŏngsŏng-1 và Kwangmyŏngsŏng-2 đã được phóng thành công, dù các nguồn xác nhận rằng chúng không được đưa lên quỹ đạo.

## Từ nguyên
Tên gọi "Kwangmyŏngsŏng" mang đầy tính biểu tượng cho chủ nghĩa dân tộc Bắc Triều Tiên và sự sùng bái gia đình họ Kim. Mặc dù lãnh đạo Triều Tiên, Kim Chính Nhật sinh ra ở Vyatskoye, gần Khabarovsk ở vùng Viễn Đông Nga, nhưng các nguồn của CHDCND Triều Tiên lại tuyên bố rằng Kim Chính Nhật sinh ra trên núi Paektu, và vào ngày đó một vì sao sáng (kwangmyŏngsŏng) đã xuất hiện trên bầu trời, báo cho mọi người biết rằng, một vị tướng mới vừa được sinh ra.